# جون كاسافيتز
جون كاسافيتز (9 ديسمبر 1929 - 3 فبراير 1989) (بالإنجليزية: John Cassavetes)‏ كان ممثل ومخرج أمريكي. لعب كاسافيتز دور البطولة في مجموعة من الأفلام الهوليوودية البارزة في فترتي الخمسينيات والستينيات من القرن الماضي، بما فيها Edge of the City عام 1957 وThe Dirty Dozen عام 1967 وRosemary's Baby عام 1968. بدأ حياته المهنية في الإخراج مع فيلم ظلال المستقل عام 1959 وتبعه إنتاجات مستقلة مثل أفلام الوجوه (1968)، والأزواج (1970)، امرأة تحت التأثير (1974)، ليلة الافتتاح (1977)، وتيارات الحب عام 1984. واستمر بشكل متقطع في العمل في مشاريع مثل ميكي ونيكي (1976) وإلين ماي الخاص به وغلوريا (1980).

## مواقع خارجية
- جون كاسافيتز على موقع IMDb (الإنجليزية)
- جون كاسافيتز على موقع الموسوعة البريطانية (الإنجليزية)
- جون كاسافيتز على موقع روتن توميتوز (الإنجليزية)
- جون كاسافيتز على موقع مونزينجر (الألمانية)
- جون كاسافيتز على موقع ألو سيني (الفرنسية)
- جون كاسافيتز على موقع ميوزك برينز (الإنجليزية)
- جون كاسافيتز على موقع تيرنر كلاسيك موفيز (الإنجليزية)
- جون كاسافيتز على موقع أول موفي (الإنجليزية)
- جون كاسافيتز على موقع قاعدة بيانات برودواي على الإنترنت (الإنجليزية)
- جون كاسافيتز على موقع قاعدة بيانات الأفلام السويدية (السويدية)